# Jørgen Lykke
Jørgen Lykke, död 1583, var en dansk diplomat. Han var syssling till Niels Lykke och far till Henrik Lykke.
Lykke vistades 1532–1543 vid Frans I:s hov i Paris, där han ombesörjde förhandlingar mellan Danmark och Frankrike. Hemkommen utnyttjades han flitigt i diplomatiska uppgifter i utlandet och i kommissariatsuppdrag inom landet under nordiska sjuårskriget. Lykke var en stor läns- och godsherre och en av de första representanterna för kontinentens adliga renässanskultur i Danmark.